# Kanton Neufchâtel-sur-Aisne
Der Kanton Neufchâtel-sur-Aisne war von 1790 bis 2015 ein französischer Wahlkreis im Arrondissement Laon, im Département Aisne und in der Region Picardie; sein Hauptort war Neufchâtel-sur-Aisne. Die landesweiten Änderungen in der Zusammensetzung der Kantone brachten zum März 2015 seine Auflösung.
Der Kanton Neufchâtel-sur-Aisne war 282,96 km² groß und hatte 10.209 Einwohner (Stand: 2012).

## Gemeinden
| Gemeinde                        | Einwohner | Code postal | Code Insee |
| ------------------------------- | --------- | ----------- | ---------- |
| Aguilcourt                      | 359       | 02190       | 02005      |
| Amifontaine                     | 387       | 02190       | 02013      |
| Berry-au-Bac                    | 528       | 02190       | 02073      |
| Bertricourt                     | 70        | 02190       | 02076      |
| Bouffignereux                   | 110       | 02160       | 02104      |
| Chaudardes                      | 82        | 02160       | 02171      |
| Concevreux                      | 201       | 02160       | 02208      |
| Condé-sur-Suippe                | 260       | 02190       | 02211      |
| Évergnicourt                    | 549       | 02190       | 02299      |
| Gernicourt                      | 55        | 02160       | 02344      |
| Guignicourt                     | 2.203     | 02190       | 02360      |
| Guyencourt                      | 224       | 02160       | 02364      |
| Juvincourt-et-Damary            | 370       | 02190       | 02399      |
| Lor                             | 122       | 02190       | 02440      |
| Maizy                           | 353       | 02160       | 02453      |
| La Malmaison                    | 363       | 02190       | 02454      |
| Menneville                      | 275       | 02190       | 02475      |
| Meurival                        | 60        | 02160       | 02482      |
| Muscourt                        | 36        | 02160       | 02534      |
| Neufchâtel-sur-Aisne            | 492       | 02190       | 02541      |
| Orainville                      | 339       | 02190       | 02572      |
| Pignicourt                      | 136       | 02190       | 02601      |
| Pontavert                       | 444       | 02160       | 02613      |
| Prouvais                        | 391       | 02190       | 02626      |
| Proviseux-et-Plesnoy            | 102       | 02190       | 02627      |
| Roucy                           | 329       | 02160       | 02656      |
| Variscourt                      | 109       | 02190       | 02761      |
| La Ville-aux-Bois-lès-Pontavert | 136       | 02160       | 02803      |

## Einwohner
| Bevölkerungsentwicklung | Bevölkerungsentwicklung |
| Jahr                    | Einwohner               |
| ----------------------- | ----------------------- |
| 1962                    | 6796                    |
| 1968                    | 7482                    |
| 1975                    | 7673                    |
| 1982                    | 7853                    |
| 1990                    | 8574                    |
| 1999                    | 9085                    |
| 2006                    | 9719                    |
| 2011                    | 10.124                  |